# Усть-Ижорское шоссе
Усть-Ижо́рское шоссе — шоссе в Пушкинском и Колпинском районах Санкт-Петербурга. Официально проходит от Софийской улицы до Московской железнодорожной линии, фактически продолжается до дороги на Металлострой.

## История
Шоссе начали строить в начале 2012 года. Оно должно связать Софийскую улицу с поселком Металлострой и завершаться Петрозаводским шоссе в Усть-Ижоре. Название Усть-Ижорское шоссе было присвоено 1 марта 2013 года, причем не на всем протяжении, а только до железнодорожной линии.
Летом 2014 года была открыта развязка с круговым движением на перекрестке Усть-Ижорского шоссе и Софийской улицы. Строительство первого участка шоссе — от Софийской улицы до Московской железнодорожной линии — было завершено в конце 2015 года. В рамках работ был наведен мост через реку Славянку с частичным изменением ее русла.
Путепровод через железнодорожные пути должны были построить в рамках строительства первого участка шоссе, но из-за изменившихся требований ОАО «РЖД» к работам вовремя так и не приступили. После корректировки проектной документации к строительству приступили в 2016 году. Работы проводил тот же генподрядчик, что и возвел первый участок, — ЗАО «Буер». 27 июня 2019 года было официально открыто движение по участку от Софийской улицы до Дороги на Металлострой. 17 января 2020 года путепроводу в створе Усть-Ижорского шоссе было присвоено название Металлостроевский.
Сроки пробивки Усть-Ижорского шоссе до Петрозаводского шоссе по состоянию на август 2016 были неизвестны. Судя по всему, тогда же будет закрыт переезд в Петро-Славянке.